# Rick Grimes
Rick James Grimes is een personage uit de stripserie The Walking Dead en de gelijknamige televisieserie van AMC.

## Biografie
Rick Grimes was voor het uitbreken van de zombie-apocalyps politieagent in Cynthiana (Kentucky), waar hij het grootste gedeelte van zijn leven gewoond had. Hij was getrouwd met Lori Grimes en heeft een zoon Carl. Na de zombie-uitbraak beviel Lori van een dochter genaamd Judith. Het blijkt de dochter van Shane Walsh te zijn.

## Verhaal
Rick Grimes is het meest centrale personage van The Walking Dead en leider tegen wil en dank van een groep overlevenden. Hij verschijnt, zowel in de stripserie als in de televisieserie, voor het eerst in aflevering 1. Zijn verhaal begint als hij in een verlaten ziekenhuis ontwaakt uit een coma en erachter komt dat de wereld om hem heen overspoeld is met levende doden. Hij gaat op zoek naar zijn vrouw en zoon en vindt hen bij een groep overlevenden, tezamen met zijn vriend Shane.

### Rol in de strips
Rick Grimes is een politieagent uit Cynthiana, Kentucky. Hij wordt tijdens een achtervolging neergeschoten en raakt in coma. Wanneer hij wakker wordt ontdekt hij dat de wereld is overgenomen door zombies. Hij besluit om naar Atlanta te gaan om zijn familie te zoeken, maar ziet dat Atlanta overspoeld is met zombies. Hij wordt gered door een jongeman genaamd Glenn, die hem naar een kamp vol overlevenden brengt. Hier ontdekt hij dat zijn vrouw Lori, zijn zoon Carl en zijn beste vriend en collega Shane aanwezig zijn. De spanningen lopen echter hoog op en Shane, die al langere tijd verliefd was op Lori, probeert Rick te vermoorden. Shane wordt echter gedood door Carl.
Rick wordt de leider van de groep en gaat op zoek naar een veilige plaats. Lori blijkt zwanger te zijn en het is niet duidelijk wie de vader is, Rick of Shane. Na veel omzwervingen ontdekt Rick een verlaten gevangenis. Terwijl ze de gevangenis betrekken wordt het leiderschap hem te zwaar. Diverse mensen uit zijn groep sterven en de groep verliest het vertrouwen in hem. Uiteindelijk wordt er een comité samengesteld dat alle beslissingen neemt.
Wanneer er in de buurt een helikopter neerstort, leidt de zoektocht naar overlevenden Rick, Glenn en Michonne naar een plaatsje genaamd Woodbury, dat geleid wordt door de malafide Governor, die wil weten waar de gevangenis is. Hij hakt Ricks rechterhand eraf, verkracht Michonne en dwingt Glenn om hiernaar te luisteren. Ze weten met behulp van diverse Woodbury-bewoners te ontsnappen. Voordat Michonne weggaat, martelt ze de Governor op gruwelijke wijze en laat hem voor dood achter. Na hun ontsnapping is het rustig in de gevangenis en Lori's baby, Judith, wordt geboren. Niet veel later ontdekt de Governor de gevangenis valt aan. Tijdens de aanval wordt Rick neergeschoten, maar hij overleeft de aanval. Wanneer de Governor met een tank over de gevangenishekken walst, besluit Rick te vluchten, maar tijdens de vlucht wordt Lori doodgeschoten en landt ze bovenop Judith, die ook sterft.
Een zwaargewonde Rick en Carl trekken een tijdje rond en worden uiteindelijk met de overgebleven leden uit hun oude groep herenigd. Ze ontmoeten drie nieuwe mensen, die op weg naar Washington zijn om de uitbraak te beëindigen. Ricks groep sluit zich bij hen aan. Onderweg besluit Rick om terug te keren naar zijn oude woonplaats om extra wapens te halen en Carl en een overlevende genaamd Abraham gaan mee. Onderweg worden ze aangevallen door drie bandieten, die Carl proberen te verkrachten. Rick doodt het drietal op gruwelijke wijze en begint aan zijn eigen menselijkheid te twijfelen. Rick krijgt het aan stok met een groep kannibalen die iemand uit Ricks groep ontvoeren. Op wrede wijze doden Ricks mensen de kannibalen.
Nabij Washington nodigt een vreemdeling de groep uit om in een ommuurde gemeenschap, de Alexandria Safe-Zone te wonen. Rick neemt het aanbod aan, maar merkt dat hij zich lastig aan de nieuwe omstandigheden aan kan passen. Vooral wanneer hij de plaatselijke arts doodt die zijn familie mishandelde. Wanneer nieuwe dreigingen, waaronder een groep bandieten en een gigantische horde zombies, ontstaan, draagt Douglas Monroe, de leider van Alexandria, zijn leiderschap over aan Rick. Wanneer de muren het begeven onder de massa zombies, wordt Carl geraakt door een rondvliegende kogel en verliest hij een oog. Rick besluit dat Alexandria een waar thuis voor Carl moet worden.
Enige tijd later neemt een afgevaardigde van een nabijgelegen gemeenschap contact met de bewoners van Alexandria op. Hij stelt een ruilhandel voor. Eerst vertrouwt Rick hem niet, maar uiteindelijk blijkt hij te vertrouwen. Het blijkt dat de andere gemeenschap, de Hilltop Colony, gevaarlijke vijanden hebben: de Saviors, die geleid worden door een wrede man genaamd Negan. Rick sluit een akkoord: in ruil voor voedsel zullen zij met Negan en de Saviors afrekenen. Rick blijkt Negan echter onderschat te hebben wanneer twee van zijn trouwste bondgenoten sterven. Daarom werkt hij samen met twee andere gemeenschappen en plannen ze een grootschalige oorlog tegen Negan. Uiteindelijk weet Rick Negan te verslaan, maar weigert hem te doden.
Twee jaar later zijn de gemeenschappen er enorm op vooruit gegaan en leeft men er in vrede. Alles verandert wanneer een nieuwe groep tegenstanders verschijnt: The Whisperers. Wanneer Ricks mensen tegen de afspraak in meerdere keren het terrein van de Whisperers betreden besluit leider Alpha om twaalf mensen uit Ricks gemeenschap te onthoofden en hun hoofden te gebruiken als markering voor hun grens. Rick besluit om niets te doen en zijn mensen worden rusteloos en willen wraak. Nu hij door zijn opties heen is besluit hij om een gevangengenomen Negan om hulp te vragen. Die adviseert hem om de woede richting hem op de Whisperers te richten. Rick begint een leger te trainen en ze voeren oorlog. Ze weten de Whisperers te verslaan, maar niet voordat een enorme horde zombies op de Alexandria Safe-Zone wordt losgelaten. Wetenschapper Eugene en Ricks vrouw Andrea weten de horde weg te leiden, maar Andrea komt daarbij om het leven.
Onderhand krijgt Eugene via een radio contact met een vrouw uit een andere gemeenschap. Al gauw ontstaat er informatie-uitwisseling tussen Rick en Pamela Milton, de leider The Commonwealth. Tijdens een bezoek merkt Rick echter dat veel mensen ontevreden zijn over hoe Pamela de plaats runt. Er dreigt een burgeroorlog te ontstaan, maar Rick weet een crisis af te wenden door Pamela af te zetten. Pamela's zoon Sebastian is hier woest over en zoekt Rick 's nachts op. Hij schiet hem meerdere keren in de borst en Rick sterft. De volgende ochtend treft Carl Rick aan die in een zombie is veranderd en hij schiet hem dood.

### Rol in de televisieserie
Ricks verhaal begint in de televisieserie hetzelfde als in de stripboeken. Als politieagent wordt hij neergeschoten en raakt hij in coma. Als hij wakker wordt ontdekt hij de zombies (hier walkers genoemd). Hij trekt naar Atlanta om zijn familie te zoeken, maar loopt daar in een hinderlaag van walkers. Hij wordt gered door een groep overlevenden die op zoek waren naar goederen. Binnen de groep is er echter een conflict tussen de donkere T-Dog en de racistische Merle. Rick besluit om Merle vast te ketenen op het dak van een hoog gebouw. Wanneer de groep echter ontsnapt zijn ze gedwongen om Merle achter te laten. Ze gaan naar het kamp waar de andere overlevenden zijn en daar ontdekt Rick dat zijn vrouw Lori, zoon Carl en collega en beste vriend Shane aanwezig zijn. Denkende dat Rick dood was, zijn Lori en Shane een relatie begonnen en Shane is niet bepaald blij dat Rick nog leeft. Meerdere keren probeert hij hem te doden, maar krijgt daar geen kans voor. Vrijwel direct na zijn aankomst in het kamp gaat Rick met een klein groepje mensen weer terug naar Atlanta om Merle alsnog te redden, maar die blijkt zijn eigen hand afgehakt te hebben om te ontsnappen. Die avond vallen walkers het kamp aan en veel mensen sterven. Rick en Shane besluiten om een veiliger plaats te trekken en komen langs het CDC. De arts die hier werkt, Dr. Edwin Jenner, vertelt dat de wereld verloren is en dat hij gefaald heeft. Voordat hij zelfmoord pleegt, fluistert Jenner iets in Ricks oor.
De groep trekt verder naar Fort Benning, maar onderweg naderen ze een grote groep zombies. In paniek vlucht Sophia, een klein meisje en de dochter van Carol, het bos in. Rick start een grootschalige zoektocht naar haar, maar tijdens de zoektocht wordt Carl neergeschoten. Ze brengen hem naar een dierenarts genaamd Hershel Greene die op een nabijgelegen boerderij woont. Vanaf de boerderij gaat de zoektocht naar Sophia verder. Lori ontdekt dat ze zwanger is, maar twijfelt wie de vader is. Dan blijkt dat Hershel al een hele tijd walkers in zijn schuur bewaarde, hopend dat ze te genezen waren. Shane besluit om de schuur te openen en alle walkers te doden. Ook Sophia blijkt een walker geworden te zijn.
Na de slachtpartij raakt Hershel vermist en Rick en Glenn vinden hem in een bar. Hier worden ze geconfronteerd met een gewelddadige groep overlevenden. Tijdens het gevecht raakt een jongeman genaamd Randall gewond en Rick besluit hem gevangen te nemen. Wat ze met hem moeten doen is nog de vraag. Shane wil hem doden, maar Rick is daar tegen. Daarom besluiten ze hem ergens ver van de boerderij af te zetten. Wanneer blijkt dat Randall bij Hershels dochters op school zat, is het te gevaarlijk om hem te laten leven. Aangemoedigd door Shane besluit Rick hem te executeren, maar niet iedereen is het daarmee eens. Wanneer Dale, een felle tegenstander van executie, gebeten wordt door een walker en sterft, besluit Rick zijn laatste wens in te willigen en laat Randall leven. Shane neemt Randall echter mee naar het bos en doodt hem daar. Vervolgens vertelt Shane Rick dat Randall ontsnapt is en Rick gaat mee om hem te zoeken. Daar probeert Shane Rick te vermoorden, maar Rick is sneller en steekt zijn beste vriend neer. Dan komt Shane, zonder gebeten te zijn, weer terug als een walker, die wordt doodgeschoten door Carl. Het pistoolschot lokt een grote groep walkers die de boerderij aanvallen en iedereen is gedwongen te vluchten. Wanneer iedereen veilig is, vertelt Rick wat Dr. Jenner in zijn oor fluisterde: iedereen die sterft zal in een walker veranderen, ongeacht of je gebeten bent of niet. Tevens begint hij op dictator-achtige wijze over de groep te heersen.
Acht maanden later vindt de groep een gevangenis en besluit deze te betrekken. In de gevangenis blijkt nog een groep gevangenen te wonen en het loopt al snel uit tot een conflict waarbij Rick de leider doodt. Wanneer walkers de gevangenis overspoelen begint de bevalling van Lori. Hershels dochter Maggie is gedwongen om een keizersnede uit te voeren, wat Lori niet overleeft. De baby is een meisje dat de naam Judith krijgt. Hierna raakt Rick in een depressie en begint hij te hallucineren over Lori. Terwijl Glenn en Maggie babyvoeding zoeken komen ze Merle tegen, die nog in leven blijkt. Hij ontvoert ze en neemt ze mee naar Woodbury, een plaatsje dat geleid wordt door een man die zichzelf de Governor noemt. Michonne, een overlevende die uit Woodbury ontsnapt was informeert Rick hierover en Rick zet een reddingsactie in touw. Hij slaagt erin om Glenn en Maggie te redden, maar de Governor verklaart nu de oorlog aan Ricks groep. Omdat Merles broer Daryl bij de reddingsactie betrokken was, wordt Merle verbannen uit Woodbury, maar Rick accepteert hem ook niet om wat hij gedaan heeft. Wanneer de Governor de gevangenis aanvalt, helpen Merle en Daryl de aanval af te slaan. Rick besluit om met Carl en Michonne naar zijn oude woonplaats te gaan om wapens te halen. Hier ontmoet hij Morgan Jones, de eerste overlevende die hij tegenkwam nadat hij uit zijn coma ontwaakte. Morgan is volledig de weg kwijt sinds zijn zoon gebeten werd door een walker. Rick weet hem echter weer bij zinnen te brengen en biedt hem een plaats aan bij zijn groep, maar Morgan weigert. Andrea, iemand uit Ricks groep die nu in Woodbury woont, regelt een ontmoeting tussen Rick en de Governor om vrede te sluiten, maar de Governor gaat alleen akkoord als Rick Michonne uitlevert. Rick besluit akkoord te gaan maar het gaat mis wanneer Merle Michonne niet uitlevert en zonder succes de Governor probeert te vermoorden. De Governor valt opnieuw aan, maar Ricks groep slaat de aanval af. Gefrustreerd doodt de Governor zijn eigen leger en slaat op de vlucht.
Maanden later is de gevangenis een bloeiende gemeenschap. Rick heeft zijn leiderschap overgedragen aan Daryl en leeft als boer. De rust wordt echter verstoord wanneer een dodelijk virus de overlevenden teistert. Ook ontdekt Rick dat iemand twee mensen heeft vermoord. De dader blijkt Carol te zijn, die wilde voorkomen dat het virus zich verder zou verspreiden. Rick verbant haar wanneer zij aangeeft geen spijt te hebben van haar daden. Vervolgens arriveert de Governor met een nieuw leger. Hij ontvoert Hershel en Michonne en dreigt hen te doden als hij de gevangenis niet opgeeft. Rick probeert te onderhandelen, maar de Governor doodt Hershel. Vervolgens breekt er een gevecht uit tussen de twee kampen en de Governor weet Rick bijna te wurgen, totdat hij wordt neergestoken door Michonne en vervolgens wordt doodgeschoten door een van zijn eigen mensen. Wanneer walkers de gevangenis overspoelen, ontsnappen Rick en Carl samen, maar Judith wordt vermist. Al snel worden ze herenigd met Michonne en nemen ze hun intrek in een verlaten huis. Ze worden echter gedwongen om te vluchten wanneer een groep gewelddadige mensen het huis overneemt en Rick een van hen uit zelfverdediging doodt. Ze ontdekken wegwijzers die de veilige plaats Terminus aanduiden en ze besluiten deze te volgen. Onderweg worden ze gevonden door de gewelddadige mannen die wraak willen nemen. Daryl is ondertussen opgenomen in hun groep. Hij kiest echter voor Ricks kant en Rick brengt de mannen op gruwelijke wijze om het leven. Eenmaal aangekomen bij Terminus blijkt dit een val te zijn. Ze worden gevangengezet en worden tegelijkertijd herenigd met de rest van de groep.
Vervolgens worden ze gered door Carol, die samen met Tyreese, die Judith uit de gevangenis redde, onderweg was naar Terminus. Niet veel later wordt Bob, een van Ricks mensen ontvoerd door de bewoners van Terminus, die kannibalen blijken te zijn. Op wrede wijze gaat Rick de confrontatie met de kannibalen aan en verliest daarbij zijn menselijkheid. Vervolgens ontdekken Carol en Daryl dat Beth, die eerder ontvoerd werd vastzit in een ziekenhuis in Atlanta. Ze proberen haar terug te krijgen, maar Beth sterft wanneer ze haar gijzelnemer probeert te doden. Vervolgens gaat de groep richting Washington, in de hoop dat de orde daar hersteld wordt. Hier worden ze begroet door een vreemdeling genaamd Aaron die hen een plek aanbiedt in de Alexandria Safe-Zone, een ommuurde gemeenschap. Vooral Rick, die door zijn ervaringen met Terminus en de Governor getraumatiseerd is, weigert deze man te vertrouwen. Uiteindelijk blijkt de man de waarheid te spreken en de groep neemt hun intrek in Alexandria. Rick wordt benoemd tot agent en al snel krijgt hij een relatie met een vrouw genaamd Jessie. Carol komt erachter dat Jessie en haar kinderen door haar echtgenoot Pete mishandeld worden. Rick zoekt de confrontatie met Pete op en slaat hem in elkaar. Woedend neemt Pete wraak en probeert Rick te vermoorden. In plaats daarvan doodt hij per ongeluk Reg, de echtgenoot van de leider Deanna. Met toestemming van Deanna schiet Rick Pete dood. Op dat moment arriveert Morgan Jones, die al die tijd achter Rick aan is gereisd, in Alexandria.
Wanneer Rick en Morgan het lichaam van Pete buiten Alexandria begraven, ontdekken ze een steengroeve vol met walkers. Aangezien de barrières het bijna begeven, bedenkt Rick een plan om de walkers vrij te laten en weg te lokken van Alexandria. Dit gaat mis wanneer bandieten de Alexandria Safe-Zone aanvallen en het lawaai de walkers erheen lokt. De walkers vallen Ricks groep aan en veel mensen sterven. Rick weet weg te komen, maar de walkers hebben de muren ook bereikt. In de Safe-Zone krijgen Rick en Morgan ruzie. Morgan had een groep bandieten vrijgelaten. Eenmaal buiten de Safe-Zone, vielen deze mannen Rick aan. Een nabijgelegen kerktoren stort in en walkers stromen binnen. Deanna wordt gebeten en voor ze sterft, draagt ze het leiderschap over aan Rick. Rick, die samen met Jessie en de kinderen vast zit in een huis, bedenkt een plan om te kunnen ontsnappen. Door zich met ingewanden van walkers in te smeren, merken de walkers hun geur niet op, waardoor ze ongemerkt weg kunnen komen. Dit gaat echter mis wanneer Jessies zoon Sam in paniek begint te raken. Hij wordt verslonden door walkers en Jessie volgt niet veel later. Rick wordt gedwongen om Jessies hand af te hakken, omdat die Carl nog vasthoudt. Voor Jessies andere zoon Ron is dit de druppel en hij probeert Rick neer te schieten, maar Michonne doodt hem met haar zwaard. Het pistool gaat echter wel af en raakt Carl in zijn oog. Terwijl Carl wordt behandeld, uit Rick zijn woede op de walkers. Langzaam sluit iedereen zich bij Rick aan en binnen korte tijd is iedere walker dood.
Twee maanden later is alles rustig en Rick en Michonne hebben een relatie. Wanneer Rick en Daryl op zoek gaan naar voorraden, ontmoeten ze een vreemdeling genaamd Paul "Jesus" Rovia en ze nemen hem gevangen. Jesus vertelt dat hij van een naburige gemeenschap komt en graag handel wil drijven. Wanneer ze naar Jesus' thuis gaan, de Hilltop Colony, ontdekken ze dat de Hilltop gevaarlijke vijanden heeft: een groep mensen die de Saviors heten en geleid worden door ene Negan. In ruil voor extra voedsel, zullen Ricks mensen met Negan afrekenen. Ze vallen een basis van de Saviors aan, maar Maggie en Carol worden gevangengenomen. Ze weten zichzelf te redden, maar Carol stort volledig in en verlaat de Safe-Zone. Morgan en Rick besluiten achter haar aan te gaan, maar Rick keert terug. In de Safe-Zone wordt de zwangere Maggie ziek en moeten ze naar de Hilltop om haar daar te laten behandelen. De weg wordt echter geblokkeerd door Saviors en ze zijn gedwongen een omweg te nemen. Uiteindelijk worden ze omsingeld en op hun knieën gedwongen. Dan arriveert Negan en hij wil wraak omdat Ricks mensen zijn mensen hebben gedood. Hij kiest door middel van Iene Miene Mutte een van de aanwezigen (Rick, Carl, Glenn, Daryl, Maggie, Michonne, Sasha, Abraham, Rosita, Eugene en Aaron) als slachtoffer uit en doodt die persoon.
Abraham is hiervan het slachtoffer. Na een aanval van Daryl op Negan wordt ook Glenn gedood als straf.

## Personage
Rick Grimes houdt erg van zijn familie en als het erop aankomt zijn zij het enige wat telt voor hem. Zijn wil kan hij hard doordrijven in de groep en zij hebben veel bewondering voor hem, al weet hij zelf vaak niet waarom. Zijn motto in het begin van de stripserie was: "Wie moordt, sterft". Naarmate het verhaal vordert, verandert dit in "Wie moordt, overleeft".